# Carthage (Teksas)
Carthage – miasto w Stanach Zjednoczonych, w stanie Teksas, w hrabstwie Panola. W 2000 roku liczyło 6664 mieszkańców.
Miasto stało się "sławne" po ukazaniu się w 2011 r. filmu "Bernie" w reżyserii Richarda Linklatera. Jest to sfilmowana wersja wydarzeń, jakie miały miejsce w tym miasteczku w 1996 - zabójstwa bogatej wdowy - Mariory Nugent - przez pomocnika przedsiębiorcy pogrzebowego - Bernarda Tiede. 